# アルソミトラ
アルソミトラ（学名: Alsomitra）は、ウリ科の一属。東南アジア、オーストラリア、南アメリカに生息するつる植物で、12種が確認されている。つるで高木にからまりながら成長し、20～30cmほどの大きさの実をつける。実の中には薄い膜のような翼を持つ種子が数百個入っており、やがてその実から種子が順番に滑空していく。木々が生い茂る熱帯雨林では、強い風が種子を運んでくれることはあまり期待できない。そこでアルソミトラは、自分の羽で滑空しようとするのである。
20世紀初頭、ライト兄弟が世界初の有人動力飛行に成功したのと同時期、エトリッヒ父子は、アルソミトラの種子にヒントを得て、生物の飛行をモデルにしたアルソミトラ型飛行機を考えだした。この飛行機に尾翼をつけたものが、のちの飛行機の基礎になった。
インドネシアに生息するハネフクベ（Alsomitra macrocarpa）は、熟して割れた果実からグライダー状の羽根を付けた種子が落下・飛散することで知られる。